# Bertie Strasheim
Dr Erdam Albert "Bertie" Strasheim, né le 17 novembre 1916 à Ermelo (Transvaal en Afrique du Sud) et mort le 28 juin 1998, est un ancien arbitre international de rugby à XV. 

## Carrière d'arbitre
Il arbitre son premier match international le 26 juillet 1958 à l'occasion  d'un match opposant les Springboks aux Français dans une série historique pour les Bleus. 
Il officie également pour sept autres rencontres internationales opposant les Springboks contre les All Blacks en 1960, les Lions britanniques en 1962 et 1968 et de nouveau la France en 1964 et 1967.
Il arbitre une finale de Currie Cup en 1968 et il est à l'origine du carton jaune en rugby à XV. 
Il devient président du Northern Transvaal en 1957.